# Immanuel McElroy
Immanuel Jarod McElroy (Galveston, 25 marzo 1980) è un ex cestista statunitense.

## Palmarès

### Squadra
- Campione USBL (2003)
- Campionato tedesco: 2

Cologne 99ers: 2005-2006
Alba Berlino: 2007-2008
- Coppa di Germania: 2

Cologne 99ers: 2004
Alba Berlino: 2009
- Supercoppa tedesca: 2

Cologne 99ers: 2006
Alba Berlino: 2008

### Individuale
- CBA Rookie of the Year (2003)
- CBA All-Defensive First Team (2004)
- CBA All-Rookie First Team (2003)
- USBL Defensive Player of the Year (2004)
- All-USBL First Team (2004)
- 2 volte USBL All-Defensive Team (2003, 2004)
- Bundesliga Import Player of the Year (2006)
- Basketball-Bundesliga MVP finals: 1

RheinEnergie Köln: 2005-2006
- Bundesliga Defensive Player of the Year (2007, 2008, 2009)
- All-ULEB Eurocup First Team: 1

Alba Berlino: 2009-10